# Conte de quartier
Pour plus de détails, voir Fiche technique et Distribution.
Conte de quartier est un film d'animation français réalisé par Florence Miailhe et sorti en 2006.

## Fiche technique
- Titre : Conte de quartier
- Réalisation : Florence Miailhe
- Scénario : Marie Desplechin et Florence Miailhe
- Animation : Catherine Ginapé et Francis Desharnais
- Décors : Violaine Lécuyer
- Son : Thierry Balasse
- Bruitages : Lise Wedlock
- Montage : Fabrice Gerardi
- Musique : Denis Colin
- Production : Les Films de l'Arlequin - Coproduction : Office national du film du Canada
- Pays :  France
- Durée : 15 minutes
- Date de sortie : France - 26 mai 2006

## Distinctions[1]

### Récompenses
- Colombe d'argent de la meilleure animation au Festival international du documentaire et du film d'animation de Leipzig 2006
- Mention spéciale au Festival de Cannes 2006[2]
- Mention spéciale du jury au Festival international du court métrage de Clermont-Ferrand 2007

### Sélections
- Festival européen du film court de Brest 2006
- Festival international du film de Rotterdam 2007
- Lutins du court métrage 2007
- Festival international de court métrage de São Paulo 2010